# بوكروفسكوي
بوكروفسكوي (بالروسية: Покровское) هي قرية روسية تقع في مقاطعة تيومين في روسيا. تقع القرية على الضفة اليسرى لنهر تورا، وتبعد القرية نحو 80 كيلومترا شرق مدينة تيومين. تعد قرية بوكروفسكوي مسقط رأس الراهب الروسي الشهير غريغوري راسبوتين. بلغ عدد سكانها 1524 نسمة في عام 2010.